# Єфремов Михайло Єфремович
Миха́йло Єфре́мович Єфре́мов (6 листопада 1919, с. Подольське, Торжоцький район, Калінінська область — 6 травня 1961, м. Олександрія) — помічник командира саперного взводу 81-го гвардійського стрілецького полку 25-ї гвардійської стрілецької дивізії 8-ї гвардійської армії 3-го Українського фронту, гвардії старший сержант, Герой Радянського Союзу.
Народився в родині російського селянина. Закінчив неповну середню школу. Працював вагарем на залізничній станції Щербово. У 1939 році Михайла Ефремова було призвано до лав Червоної Армії. Він був учасником Радянсько-Фінської війни 1939—1940 років. У боях Німецько-радянської війни з червня 1941 року. Воював на 3-му Українському фронті. Ефремов відзначився у боях на території Кіровоградської області, проявивши велику мужність під час розширення плацдарму на правому березі Дніпра в районі Деріївки. Він здійснював розмінування проходу для військ під шквальни вогнем супротивника. Солдати жартували: «Там, де пройшов Єфремов, пройде і вся дивізія».
Звання Героя Радянського Союзу було йому надано 22 лютого 1944 року Указом Президії Верховної Ради СРСР за зразкове виконання бойових завдань командування і проявлені при цьому мужність та героїзм. Нагороджений також орденом Леніна, орденом Червоної Зірки, медалями. День Перемоги Михайл Ефремов зустрів в Австрії.
Після закінчення війни жив в місті Горлівка Донецької області, потім в місті Олександрія Кіровоградської області. Працював муляром в будівельному управлінні № 3.